# 小池厚之助
小池 厚之助（こいけ こうのすけ、1899年（明治32年）3月16日 - 1985年（昭和60年）1月2日）は、日本の実業家。元山一証券社長、元同社会長、元小池銀行頭取、元小池証券社長、元高千穂商科大学（現高千穂大学）理事長。

## 経歴
小池国三の子として1899年（明治32年）山梨県で生まれ、旧制高千穂中学校（第3回卒業）を経て東京帝国大学政治学科を卒業。
1943年（昭和18年）9月、厚之助が社長を務めていた小池証券が山一証券に吸収合併。新体制となった山一証券では厚之助が社長となり、山一の社長だった木下茂が会長に就いた。
厚之助は小田急電鉄株式会社監査役、東京商工会議所議員、国際商業会議所日本国内委員会財務委員、経済同友会幹事なども務めた。

## 略歴
- 1899年（明治32年）山梨県で出生
- 1923年（大正12年）東京帝国大学政治学科卒業
- 1926年（昭和元年）山一合資（元・小池国三商店）が山一證券株式会社となる。
- 1930年（昭和5年）父親が設立した小池銀行（1896年創業）の姉妹会社として小池証券設立[2]。
- 1939年（昭和14年）小池銀行頭取に就任、富士製紙、王子製紙監査役、小池証券会長社長を歴任
- 1943年（昭和18年）小池銀行、小池証券を山一に吸収し、山一証券社長に就任
- 1954年（昭和29年）山一証券会長に就任
- 1957年（昭和32年）日本教育テレビ（現・テレビ朝日）取締役に就任（1965年まで）[3]
- 1959年（昭和34年）藍綬褒章を受く
- 1964年（昭和39年）同社会長を辞任、同社相談役に就任
- 1966年（昭和41年）同社相談役を退任
- 1970年（昭和45年）高千穂商科大学（現高千穂大学）理事長に就任
- 1979年（昭和54年）勲二等旭日重光章を受く
- 1985年（昭和60年）死去

## 家族
父：小池国三 - 山一証券創業者

## その他
高千穂大学では学業優秀者に対し小池厚之助賞を設けている。